# Teknisk rapport
En teknisk rapport, även kallad vetenskaplig rapport,[källa behövs] är ett dokument som beskriver resultaten av teknisk eller vetenskaplig forskning, eller tillstånden runt ett tekniskt eller vetenskapligt problem.
Inom den akademiska världen skriver studenter laborationsrapporter, projektrapporter och examensrapporter som redovisning av laborationsuppgifter, projektkurser och examensarbeten, där den senare typen av rapport har samma omfattning som en akademisk uppsats.
Akademiska forskare publicerar ofta tekniska och vetenskapliga rapporter som delredovisning för sponsorer av forskningsprojekt. Till skillnad från andra vetenskapliga publikationer, såsom vetenskapliga tidskrifter och protokoll från akademiska konferenser, undergår tekniska rapporter sällan referentgranskning innan publicering. När det finns en granskningsprocess, hanteras den normalt endast internt av den utgivande organisationen.
Inom näringslivet och myndigheter är tekniska och vetenskapliga rapporter idag en av de viktigaste källorna till vetenskaplig och teknisk information. De skrivs för intern eller extern spridning av ett flertal organisationer, varav de flesta saknar de omfattande redigerings- och tryckningsmöjligheter som kommersiella förlag har.
Många organisationer, till exempel universitet, företag, myndigheter och standardiseringsorgan, ger ut sina tekniska rapporter som del i formella rapportserier. Rapporter ges ett identifieringsnummer (rapportnummer, volymnummer) och delar en gemensam förstasideslayout. Hela serien kan ibland unikt identifieras av ett ISSN.
Ett registreringsmönster för globalt unika International Standard Technical Report Number (ISRN) standardiserades 1994 i dokumentet ISO 10444. Det siktade på att bli en internationell utvidgning av ett system använt av de amerikanska myndigheterna (ANSI/NISO Z39.23). Detta kom dock aldrig att realiseras, och ISO drog tillbaka standarden i december 2007.